# Соколовац (врх)
Соколовац је видиковац и најистакнутији врх у клисури Госпођин вир, на 626 м.н.в., простире се између река Кожица и Песача.
Са Соколовца се види читава клисура, од Босмана до Гребена. Највише коте Соколовца представљају заравњени плато који чини неколико десетина хектара под ливадама, са листопадном шумом по ободима. Северозападна страна обрасла је буковом шумом, а источна страна према Песачи је стрма и готово непроходна. На платоу, свуда где су стене, налазе се фосилни остаци шкољака, брахиопода и белемнита. Кањонску страну према Песачи одликује колорит боја кречњачких наслага.